# Казарма 3208 км
Казарма 3208 км — упразднённый в 2009 году посёлок в Чулымском районе Новосибирской области. Входил в Иткульский сельсовет.

## География
Находился возле озера Малый Иткуль, возле административной границы городского поселения Чулым.

## История
Населённый пункт появился при строительстве железной дороги. В селении жили семьи тех, кто обслуживал железнодорожную инфраструктуру Транссибирской железнодорожной магистрали «Новосибирск—Татарск».
Упразднён Законом Новосибирской области от 05 ноября 2009 года № 397-ОЗ

## Инфраструктура
В поселении по данным на 2007 год отсутствует социальная инфраструктура.

## Транспорт
Автомобильный и железнодорожный транспорт.
В пешей доступности автомобильная дорога регионального значения 50К-30 «103 км 50К-17р — Петровский — Большеникольское — Чулым» (идентификационный номер 50 ОП РЗ 50К-30).